# Волчонок: Укуси меня
«Волчонок: Укуси меня» (англ. Teen Wolf: Bite Me) — американская комикс-серия 2011 года, выпущенная в качестве совместного проекта издательств «Image Comics», «MTV Comics» и «Top Cow» по мотивам телесериала «Волчонок» канала MTV. Сюжет истории написал Дэвид Тичман, а художником выступил Стивен Муни. Информация о проекте была объявлена на конвенции «Comic-Con International» в Сан-Диего, а после релиза серия была доступна в печатном издании и электронном виде.

## Сюжет

### Выпуск №1
- Дата публикации: 28 сентября 2011[5]
- Сюжет:[6] Хотя Скотт МакКкол встречается с красавицей Эллисон и является заместителем капитана команды по лакроссу школы «Бейкон-Хиллс Хай», жизнь Скотта — настоящий кошмар. После того, как мальчика укусил оборотень, Скотт начинает меняться. Каждый раз, как что-то начинает волновать его и вызывать сильные чувства, волчья сущность пытается вырваться наружу — у него отрастают когти, шерсть и клыки, обостряются все чувства. Это можно было бы пережить, если бы не факт, что отец Эллисон — предводитель охотников на оборотней хочет смерти Скотта.

### Выпуск №2
- Дата публикации: 19 октября 2011[7]
- Сюжет:[8] Пытаясь справиться с волком, сидящим внутри него, Скотт вынужден обманывать свою мать, друзей и врать в школе. Этим решает воспользоваться Джексон, настраивая Эллисон против него. В этот момент Стайлз узнаёт невероятный секрет — искусственный вируc, оказавшийся в организме Скотта, ухудшает состояние мальчика. Но кто напал на Скотта? Существует ли противоядие? И как с этим связан Дерек Хейл?

### Выпуск №3
- Дата публикации: 23 ноября 2011[9]
- Сюжет:[10] Скотт понимает, что лучшая защита — это нападение. Он атакует Охотников и отца Эллисон в последней попытке достать противоядие, способное избавить его от проклятия волка. А до вечеринки Лидии остаётся несколько часов, и Эллисон ставит Скотту ультиматум — если он не встретится с ней там, между ними всё кончено. Исправит ли положение неожиданное вмешательство Дерека и Стайлза? А сам Скотт пытается принять тот факт, что он, возможно, больше никогда не станет человеком.

## Персонажи
- Скотт МакКолл (англ. Scott McCall) — школьник, превратившийся в оборотня после нападения другого ликана.
- Стайлз Стилински (англ. Stiles Stilinski) — лучший друг Скотта, помогающий хранить его секрет от окружающих.
- Эллисон Арджент (англ. Allison Argent) — возлюбленная Скотта из клана истребителей оборотней.
- Джексон Уиттмор (англ. Jackson Whittemore) — звезда школьной команды по лакроссу, пытающийся выяснить тайну Скотта.
- Лидия Мартин (англ. Lidya Martin) — подруга Эллисон и девушка Джексона.
- Дерек Хэйл (англ. Derek Hale) — таинственный оборотень, наставник Скотта.
- Кристофер Арджент (англ. Chris Argent) — отец Эллисон, предводитель охотников на оборотней.
- Кейт Арджент (англ. Kate Argent) — сестра Криса, охотница на оборотней.
- Мелисса МакКолл (англ. Melissa McCall) — мать Скотта.

## Отзывы
В основном, серия получила негативные отзывы критиков. Дастин Кэбел с сайта «Comics Bastards» назвал сюжет «условным и не удостоенным качественного мозгового штурма», а сам комикс вышел «посредственным», «исключительно для поклонников сериала», и «самое худшее в нём — повествование от первого лица, которое трудно соотнести с кем-либо из персонажей». Рисунки Муни также подверглись жёсткой критике. Дэвид О’Лири с сайта «Comic Related» написал в своём обзоре, что «диалоги и сюжет истории просто ужасны», отмечая, что Муни «неплохо поработал в качестве художника», но «его начинания были загублены художником по цвету» — в итоге, «самое лучшее в комиксе — это последняя страница». Бретт Шенкер с ресурса «Graphic Policy» отметил, что «в комиксе есть удачные моменты», но «создан он исключительно для поклонников сериала».